# Онежское пароходное общество
Оне́жское пароходное общество — российская судоходная компания (1905—1918 гг.), обслуживавшая пассажирские и грузовые водные линии по Онежскому и Ладожскому озёрам, реке Свирь, Онежскому и Ладожским каналам.

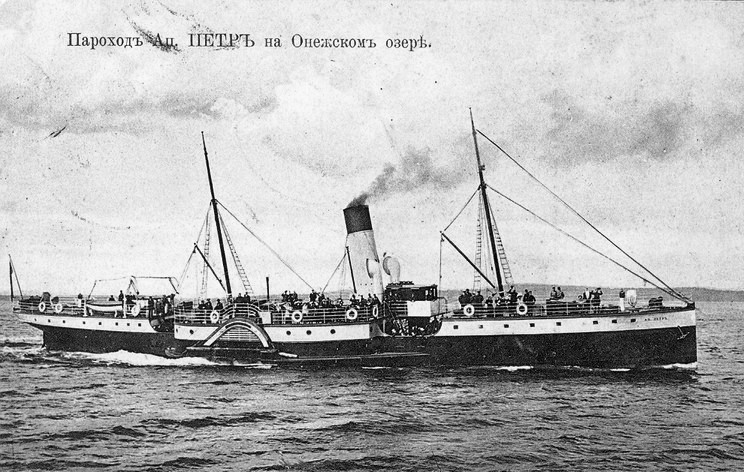
Пароход «Апостол Пётр» Онежского пароходного общества

## История
Образовано 1 июня 1905 г. в форме торгового дома (товарищества на вере) крупными предпринимателями Олонецкой губернии В. Д. Лысановым, П. Я. Михеевым, И. Н. Тихоновым, С. А. Тиккоевым, Г. Е. Пименовым, И. С. Смоленковым для организации конкуренции санкт-петербургским Петербурго-Волжскому и Петербурго-Петрозаводскому пароходным обществам и уменьшению цены провоза товаров местных купцов.
Первоначальный капитал общества, собранный по подписке, составил 160 тыс. руб. Первым директором был избран В. Д. Лысанов, членами правления — П. Я. Михеев и петрозаводский купец И. Н. Тихонов.
К февралю 1906 года имело более 120 пайщиков, уставной капитал — 240,5 тыс. руб. В 1906 году вышли на линию Петрозаводск-Петербург два современных пассажирских судна «Апостол Пётр» и «Александр Невский», построенные по заказу Онежского пароходного общества в Англии.
В 1908 г. общество приобрело большую часть судов своих столичных конкурентов (Петербургско-Петрозаводского и Петербургско-Волжского пароходств) и стало монополистом на местных линиях и линии Петрозаводск-Петербург. В 1913 году обществу принадлежало 7 товарно-пассажирских и 3 грузовых парохода, на судах работало 138 матросов.
В начале 1918 г. было национализировано и преобразовано в контору Онежского национализированного пароходства в виде структурного подразделения Олонецкого комиссариата путей сообщения. В конце 1918 г. ликвидировано, пароходы и пристани переданы Петроградскому округу внутренних водных путей сообщения и шоссейных дорог (впоследствии Северо-Западное речное пароходство).
Имело конторы в Петрозаводске (ул. Владимирская) и Санкт-Петербурге (Захарьевская, 16, в 1917 г. — Шпалерная, 39), пристани на обслуживаемых озёрах и реках, в том числе в Санкт-Петербурге возле Вознесенского проспекта.

## Линии
- Лодейное Поле-Санкт-Петербург
- Петрозаводск-Повенец
- Петрозаводск-Подпорожье (Пудож)
- Вознесенье-Вытегра
- Петрозаводск-Кондопога-Уница
- Петрозаводск-Великая Губа

## Флот
Грузопассажирские пароходы
Флагманами пароходства были пароходы типа «Апостол Пётр», построенные на кораблестроительной верфи в Англии.
Суда и  годы эксплуатации в пароходстве:
- Апостол «Петр» (1906-1915)[11]
- «Апостол Павел» (1906-1915)[12][13]
- «Петербург» («Петроград») (1909-1918) [14]
- «Петрозаводск» (1910-е-1918)[15]
- «Кивач» (1908-1918)[16]
- «Свирь» (1908-1911)[17][18]
- «Сусанин» (1912-1918)[19]
- «Император Николай Второй» («Стерлядь») (1914-1918)[20]
- «Вознесенье» (1910-1918)
- «Царь Михаил Федорович» («Форель») (1914-1918)
- «Святитель Николай» (1905-1918)[21]
- «Чайка» (1910-е-1918)
- «Вытегра» (1910-е-1918)

Грузовые пароходы
- «Геркулес» (1907-1918)
- «Три Святителя» (1905-1918)[22]
- «Онега» (1910-1918)